# Кляр

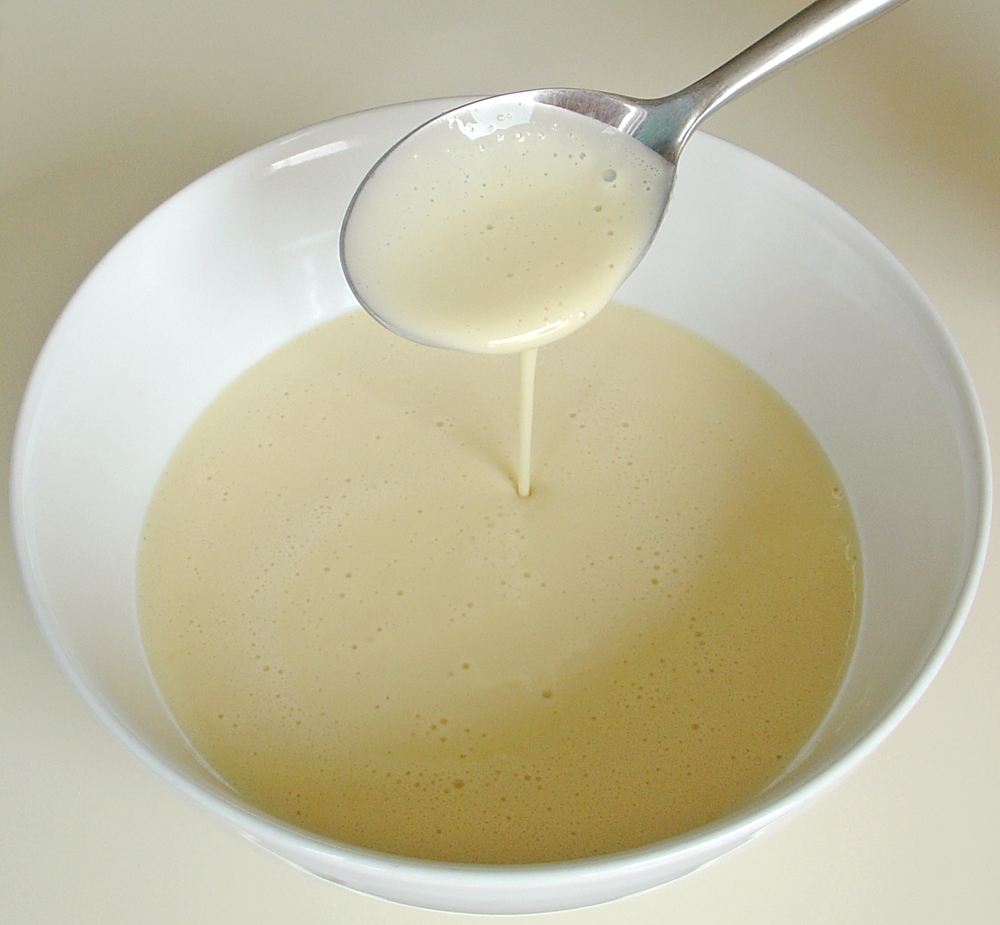
Кляр перед обсмажуванням

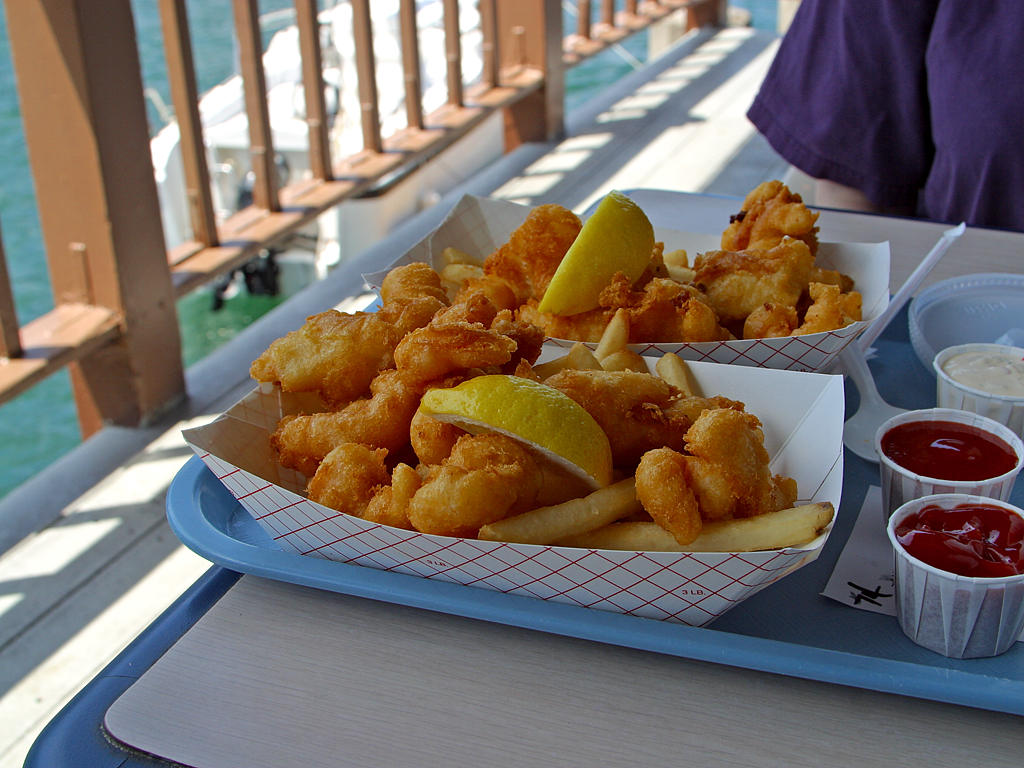
Риба в клярі

Кляр (від фр. clair — рідкий) — рідке тісто, у яке занурюють продукти перед обсмажуванням. У процесі приготування кляр утворює хрустку скоринку, що часом є найсмачнішою частиною приготованої страви. Завдяки кляру основа страви — м'ясо чи овочі — залишаються соковитими. Прийом обсмажування у клярі широко застосовується в багатьох кухнях світу, наприклад, у японській — такі страви відомі як темпура.